# Биньо Иванов
Биньо Стоянов Иванов е български поет.

## Биография
Биньо Иванов е роден на 16 януари 1939 г. в село Бараково, Дупнишко. Завършва висше икономическо образование във ВИИ „Карл Маркс“ – София през 1965 г. Установява се в Кюстендил. Работи като икономист в завод „Марек“ в гр. Кюстендил и като редактор в алманах „Струма“. През 1993 г. обявява гладна стачка в подкрепа на исканията на поета политик Едвин Сугарев, който иска оставката на президента Желю Желев. Умира през 1998 година.

## Творчество
Първите му публикации са от 1958-59 г. (сп. „Родна реч“), в периода 1961-64 година публикува епиграми във вестник „Народна младеж“. След 1967 г. публикува стихотворения във вестниците „Пулс“ и „Литературен фронт“. Първата му поетична книга, „До другата трева“, излиза със забавяне от 6-7 години едва през 1973 г.
Ползва се с подкрепата на критиците Атанас Лазовски, Енчо Мутафов и Михаил Неделчев.
Негови стихотворения са превеждани и публикувани в антологии и литературни издания в Германия, Полша, САЩ, Унгария и др. Отделна негова книга със стихотворения излиза в Будапеща през 1989 г.
Биньо Иванов е автор на радиопиеси и сценарии за радиопредавания.